# The Isle of Love
The Isle of Love er en amerikansk stumfilm fra 1918 af Fred J. Balshofer.

## Medvirkende
- Julian Eltinge som Clifford Townsend
- Frederick Ko Vert som Lyn Brook
- William Clifford som Dick Sayre
- Leo White som Halbere
- Virginia Rappe som Vanette